# Michael Parsberg
Michael Parsberg (født Michael Parsberg-Hansen den 16. september 1974 i København) er en dansk trance og house producer og dj. Parsberg står bag succesen for navne som Safri Duo, DJ Encore og Barcode Brothers. Han har desuden remixet for navne som Shakira, Infernal og Aqua. I 2001 grundlagde han pladeselskabet MP1, først som underafdeling af EMI-Medley, senere under disco:wax. Han er den ene halvdel af  dubstep-duoen Pegboard Nerds.

## Udvalgt diskografi
som producer
- Little Jam – Alone in the Desert (1997)
- Barcode Brothers – Swipe Me (2000)
- Nagano All Stars – Push It to the Limit (2000)
- Me & My – Fly High (2001)
- Safri Duo – Episode II (2001)
- DJ Encore featuring Engelina – Intuition (2001)
- Barcode Brothers – BB02 (2002)
- Safri Duo – 3.0 (2003)
- DJ Aligator – Kiss My B-ass (2009)